# Diffusion Fundamentals
Diffusion Fundamentals ist der Name einer Konferenzreihe, die sich mit der Diffusion (im Sinne von Ausbreitung) von Phänomenen in Natur, Technik und Gesellschaft beschäftigt. Aufgrund der Vielschichtigkeit und Komplexität der Diffusion werden auf den Konferenzen nicht nur Probleme der klassischen physikalischen Diffusion behandelt, sondern auch Phänomene wie die Verbreitung von Krankheiten und sogar die Verbreitung sprachlicher Eigenheiten. Denn alle genannten Phänomene beruhen auf denselben Prinzipien.
Die Reihe wird begleitet von einer interdisziplinären Open-Access-Online-Zeitschrift gleichen Namens. Beide stehen unter der Schirmherrschaft der Sächsischen Akademie der Wissenschaften zu Leipzig, unterstützt von der Universität Leipzig.

## Geschichte
Den Anstoß zur Gründung der Tagungsreihe Diffusion Fundamentals und des Online-Journals gab ein Workshop, der 1996 an der Universität Leipzig mit Unterstützung der Wilhelm und Else Heraeus-Stiftung gemeinsam mit der Deutschen Physikalische Gesellschaft im wiedervereinigten Deutschland unter der Leitung der Physiker Reinhold Haberlandt und Jörg Kärger  (beide Leipzig) und Paul Heitjans (Hannover) durchgeführt wurde. Zwei Lehrbücher, Diffusion in Condensed Matter  und Diffusion in Condensed Matter: Methods, Materials, Models sind aus diesem Workshop hervorgegangen, in denen ein halbes Jahrhundert nach der Veröffentlichung von Wilhelm Josts Klassiker Diffusion in Solids, Liquids, Gases ein Überblick über den aktuellen Wissensstand in der Diffusionsforschung gegeben wurde. Außerdem entstand während des Workshops das Interesse, Diffusionsphänomene, oder allgemeiner: Ausbreitungsphänomene, in ihrem weitesten, also wirklich transdisziplinären Sinne zu betrachten, wie sie in Natur, Technik und Gesellschaft ganz allgemein zu beobachten sind, und ihnen eine Konferenzreihe zu widmen, begleitet von einem frei zugänglichen Online-Journal.
Zur Erinnerung an die bahnbrechenden Arbeiten zur Diffusion von Adolf Fick im Jahr 1855 und von Albert Einstein im Jahr 1905, die beide in Leipzig veröffentlicht wurden, fand 2005 in Leipzig die erste Tagung der neun Jahre vorher ins Auge gefassten Konferenzreihe als Diffusion Fundamentals statt. Bereits hier ließ der Vortrag von Gero Vogl „Analogies in Diffusion of Atoms, Animals, Men and Ideas“ die Breite der Thematik der gestarteten Konferenzreihe erkennen. Obwohl im Weiteren Arbeiten zur klassischen Diffusionstheorie überwogen, folgten beispielsweise auch Beiträge zum Zusammenhang zwischen Mobilität und der Ausbreitung von Krankheiten und zur Frage nach den Mechanismen der Selbstreparatur an Pflanzenoberflächen.
im Jahr des Beginns der Konferenzreihe erschien auch der erste Band der Online-Zeitschrift Diffusion Fundamentals. In der Folge wurden in der Regel etwa zwei Bände des Online-Journals pro Jahr veröffentlicht, sodass inzwischen (2023) 38 Bände vorliegen.
Die alle zwei Jahre stattfindende Diffusion Fundamentals-Konferenz wurde 2011 bei ihrer vierten Veranstaltung in Troy, New York, USA, zum ersten Mal außerhalb Europas abgehalten und bei ihrer zehnten Veranstaltung 2023 in Taschkent, Usbekistan, zum ersten Mal in Asien.
Ein besonderer Höhepunkt der Konferenz-Reihe war die 6. Tagung 2015 in Dresden, bei der die Sächsische Akademie der Wissenschaften die Schirmherrschaft übernommen hatte. Das aus dieser Tagung hervorgegangene Buch zum Thema Diffusive Spreading in Nature, Technology and Society wurde 2019 mit dem Literaturpreis des Fonds der Chemischen Industrie ausgezeichnet. In der Ankündigung zur 2023 erschienenen und insbesondere um Ausbreitungsfragen im Zusammenhang mit COVID erweiterten zweiten Auflage des Buches wird auf die Bedeutung der Konferenzreihe Diffusion Fundamentals für die über die physikalische Diffusion hinausgehende Ausbreitungsforschung hingewiesen.

## Die Konferenzen
- I. 2005 Leipzig,  Deutschland
- II. 2007 L’Aquila,  Italien
- III. 2009 Athen,  Griechenland
- IV. 2011 Troy, NY,  Vereinigte Staaten
- V. 2013 Leipzig,  Deutschland [10]
- VI. 2015 Dresden,  Deutschland
- VII. 2017 Moskau,  Russland
- VIII. 2019 Erlangen,  Deutschland [11]
- IX. 2022 Krakau,  Polen [12]
- X. 2023 Taschkent,  Usbekistan
- XI. 2025 Evanston, IL,  Vereinigte Staaten